# Червоночубик сірий
Червоночу́бик сірий (Coryphospingus pileatus) — вид горобцеподібних птахів родини саякових (Thraupidae). Мешкає в Південній Америці.

## Опис
Довжина птаха становить 13 см. У самців верхня частина тіла, крила і хвіст сірі, нижня частина тіла білувата, груди і боки мають сіруватий відтінок. Навколо очей білі кільця. Тім'я чорнувате, на голові вогнисто-червоний чуб з синювато-чорним V-подібним краєм, якиє стає дибки при збудженні. У самиць верхня частина тіла коричнева, нижня частина тіла білувата, поцяткована сірими смужками. Червоно-чорний чуб на голові у них відсутній.

## Підвиди
Виділяють три підвиди:

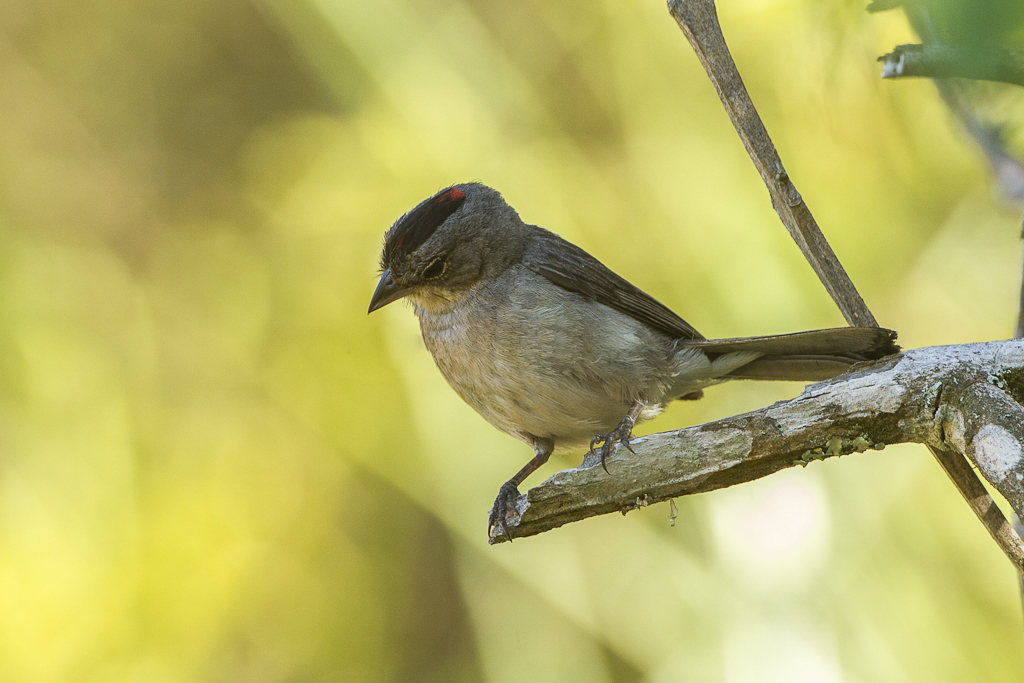
Самець сірого червоночубика

- C. p. rostratus Miller, AH, 1947 — посушлива долина річки Магдалена у верхній її течії;
- C. p. brevicaudus Cory, 1916 — від північно-східної Колумбії до північної Венесуели, острів Маргарита;
- C. p. pileatus (Wied-Neuwied, M, 1821) — центральна і східна Бразилія (від Мараньяна, Піауї і Сеари до Сан-Паулу, на захід до східного Мату-Гросу).

## Поширення і екологія
Сірі червоночубики мешкають в Колумбії, Венесуелі і Бразилії, спостерігалися у Французькій Гвіані. Вони живуть в сухих тропічних лісах, рідколіссях і чагарникових заростях, в саванах серрадо і в каатинзі. Зустрічаються на висоті до 1600 м над рівнем моря. Живляться переважно насінням, а також комахами та іншими безхребетними. Гніздо куполоподібне. В кладці від 3 до 5 яєць, інкубаційний період триває 13 днів.